# Elin Ambjörnsdotter
Elin Ambjörnsdotter, död 1688 i Halmstad, var en svensk kvinna som blev avrättad för häxeri i Halland. 
Elin Ambjörnsdotter var en 80-årig tiggare från Idala i dagens Kungsbacka kommun. 
Hon anmäldes av prästen Tomas Kiörndal för att ha låtit bli att svälja sin oblat vid nattvarden, vilket fick honom att misstänka att hon sparade den för att använda den för trolldom. När Elin förhördes bekände hon att hon hade tagit sin ugnsraka och flugit till Blåkulla där hon träffat djävulen i skepnad av en svart man i svarta kläder, som höll ett gästabud i Blåkulla, där det serverades öl, ost och smör, men att hon varit för gammal för att kunna delta i dansen. Hon pekade ut Börta i kyrkbyn och Anna i Stuv för att ha följt med henne till Blåkulla, och att de mellanlandade på kyrkogården i Värö och gått tre varv baklänges runt Värö kyrka innan de for vidare.
Trolldomsmål hade under denna tid blivit ovanliga i Sverige, men Halland hade aldrig berörts av det stora oväsendet. Rätten tvivlade på hennes uppgifter och frågade henne om Blåkulla i själva verket inte var något hon hade drömt, men Elin protesterade och insisterade på att hon hade besökt Blåkulla. Prästen insisterade på att även de två hon pekat ut skulle åtalas, men rätten ogillade de angivelserna och frikände Bärta och Anna. Elin hade dock gett och stått fast vid sin bekännelse av egen fri vilja och insisterade på att hålla fast vid den, och eftersom Elin bedömdes vara i sitt sinnes fulla bruk tvingades rätten döma henne till döden enligt lagens bokstav. Dokumentation saknas för den slutgiltiga domen, men det bedöms att den med all säkerhet verkställdes. 
Hon bör därmed ha blivit avrättad genom halshuggning och sedan bränning på bål på Galgberget i Halmstad. 
Det finns sex bekräftade avrättningar för trolldom i Halland mellan 1608 och 1687: Johanne Tusindkierling 1608; Kirstine, hustru till Niels Mogensen, 1619; Anders Krybber 1619; Dorothea Joensdotter 1664, Anna Jönsdotter 1687 och Elin Ambjörnsdotter 1688.